# Gino La Monica
Luigi La Monica, detto Gino (Portici, 14 marzo 1944), è un attore, doppiatore e direttore del doppiaggio italiano.

## Biografia
Diplomato all'Accademia nazionale d'arte drammatica negli anni settanta, ha lavorato come attore teatrale e televisivo, diretto da registi quali Luchino Visconti, Ettore Giannini, Sandro Bolchi e Anton Giulio Majano, mentre al cinema ha recitato al fianco di Bud Spencer in Charleston (1977). Nel 1989 ha anche condotto su Rai 2 il gioco a premi Il sicario.
Come doppiatore è noto per aver prestato voce ad attori come Martin Sheen, Christopher Walken, William Hurt, Sam Neill, Richard Gere, Dustin Hoffman ne Il laureato e David Hemmings in Profondo rosso. Tra gli attori doppiati in diverse occasioni figurano anche Robert Redford, Harrison Ford, Michael Caine, Alan Rickman, Jack Nicholson, Jonathan Pryce nella trilogia dei Pirati dei Caraibi e nella serie televisiva Il Trono di Spade, Richard Roxburgh ne La leggenda degli uomini straordinari, Steve Martin in Parenti, amici e tanti guai e molti altri. In televisione ha doppiato Chris Noth in diversi ruoli.
Nel 2010 ha ottenuto il Leggio d'oro per il doppiaggio di Joe Mantegna nella serie Criminal Minds. L'anno successivo, recitando in inglese, ha interpretato il ruolo del Cardinale Altamirano nel musical internazionale The Mission, ispirato al film omonimo diretto da Roland Joffé e scritto da Robert Bolt, dopo che già aveva doppiato a suo tempo Jeremy Irons nel ruolo di Padre Gabriel nell'edizione italiana della pellicola.
Nel 2019, affiancato da circensi e danzatori, è stato protagonista dello spettacolo teatrale La rana e le nuvole nella parte del Sognatore, personaggio basato sulla figura di Paolo Grassi, a cui il testo è ispirato e dedicato, in occasione dei cento anni dalla nascita.
Nel 2021 è stato ingaggiato come voce originale del personaggio di Tommaso nel lungometraggio animato Luca, prodotto da Walt Disney Pictures e Pixar Animation Studios, che ha poi doppiato anche nell'edizione italiana. Nello stesso anno ha inoltre ricevuto il Premio alla Carriera durante il Festival del doppiaggio Voci nell'ombra.

## Vita privata
Padre delle doppiatrici Alessia La Monica e Carolina La Monica, è sposato con la regista e dialoghista Emanuela Giovannini.

## Filmografia

### Cinema
- Charleston, regia di Marcello Fondato (1977)
- The House of Chicken, regia di Pietro Sussi (2001)
- A Lele - Il caso Scieri, regia di Giulio Reale - mediometraggio (2001)[10]
- Tutta colpa della musica, regia di Ricky Tognazzi (2011)
- Mezzanotte, regia di Karin Proia – cortometraggio (2018)

### Televisione
- Il conte di Montecristo, regia di Edmo Fenoglio – miniserie TV (1966)
- Boris Godunov, regia di Giuliana Berlinguer - teletreatro (1966)
- Abramo Lincoln - Cronaca di un delitto, regia di Daniele D'Anza – miniserie TV, puntata 3 (1967)
- La fiera della vanità, regia di Anton Giulio Majano – miniserie TV (1967)
- Il poverello, regia di Orazio Costa - teletreatro (1968)
- Pensaci, Giacomino!, regia di Carlo Di Stefano - teletreatro (1971)
- I demoni, regia di Sandro Bolchi – miniserie TV (1972)
- Il consigliere imperiale, regia di Sandro Bolchi – miniserie TV (1974)
- Un certo Marconi, regia di Sandro Bolchi – film TV (1974)
- Il più forte, regia di Carlo Di Stefano - teletreatro (1974)
- Processo per l'uccisione di Raffaele Sonzogno giornalista romano, regia di Alberto Negrin – miniserie TV (1975)
- Ho visto uccidere Ben Barka, regia di Tomaso Sherman – miniserie TV (1978)
- Il signore di Ballantrae, regia di Anton Giulio Majano – miniserie TV (1979)
- Il delitto Notarbartolo, regia di Alberto Negrin – miniserie TV (1979)
- Il '98, regia di Sandro Bolchi – miniserie TV (1979)
- L'eredità della priora, regia di Anton Giulio Majano – miniserie TV (1980)
- Delitto in piazza, regia di Nanni Fabbri – miniserie TV (1980)
- Il sottoscritto Giuseppe Donati all'alta corte di giustizia, regia di Leandro Castellani – film TV (1983)
- Caro maestro – serie TV (1997)
- Una donna per amico – serie TV (1998-1999, 2002)
- Il rumore dei ricordi – miniserie TV (2000)
- La casa dell'angelo, regia di Giuliana Gamba – film TV (2002)
- Lo zio d'America – serie TV (2002)
- Ricomincio da me, regia di Rossella Izzo – miniserie TV (2005-2006)
- Il caso Enzo Tortora - Dove eravamo rimasti?, regia di Ricky Tognazzi – miniserie TV (2012)

## Teatro
- Il mercante di Venezia di William Shakespeare, regia di Ettore Giannini, Teatro Valle di Roma (1965-1966)[1][11]
- Il giardino dei ciliegi di Anton Čechov, regia di Luchino Visconti, Teatro Valle di Roma (1965-1966)[1][11]
- L'ultima analisi di Saul Bellow, regia di Maurizio Scaparro, con Mario Scaccia e Marisa Mantovani (1971)[12]
- Assurdamente vostri di Garinei e Giovannini, con Sandra Mondaini, Gianni Bonagura e Anna Miserocchi, Teatro Verdi (1976)[13]
- Diario di un pazzo di Mario Moretti, da Nikolaj Gogol', regia di Claudio Boccaccini (2007)[14]
- Festa per Ennio Morricone (2008)[15]
- The Mission, da Robert Bolt, regia di Stefano Genovese, coreografie di Gino Landi, musiche originali di Andrea Morricone e brani di Ennio Morricone tratti dalla colonna sonora della pellicola (2011)
- La notte più lunga, regia di Emanuela Giovannini (2014)[16]
- La rana e le nuvole di Carlo Galiero, regia di Libero Stelluti (2019)

## Radio
- Chi ha ucciso William Shakespeare? di Francesca Draghetti (sceneggiato, 1999)
- Jolanda, la figlia del Corsaro Nero (sceneggiato, Rai Radio 2, 2006)

## Programmi televisivi
- Il sicario (1989)[4]

## Doppiaggio

### Film
- Martin Sheen in La signora amava le rose, Mamma, mi compri un papà? (ridoppiaggio), Kennedy, In fuga col malloppo, Hot Shots! 2, Roswell, Giustizia per mio figlio, La crociera della paura, Immagina che, Echelon Conspiracy - Il dono, Qualcosa di speciale, Il cammino per Santiago, Cercasi amore per la fine del mondo, Grace and Frankie, Badge of Honor, Anna dai capelli rossi - Una nuova vita, Anna dai capelli rossi - Promesse e giuramenti, Anna dai capelli rossi - In pace con il mondo, Domenica
- Christopher Walken in Stop a Greenwich Village, Brainstorm - Generazione elettronica, A distanza ravvicinata, Una vita al massimo, Fusi di testa 2 - Waynestock, L'ultima profezia, Cerca e distruggi, L'angelo del male, La fine dell'inverno, Sbucato dal passato, La profezia, The Country Bears - I favolorsi, Prova a prendermi, La donna perfetta, La famiglia Fang, 2 gran figli di..., Jesus Rolls - Quintana è tornato!, Dune - Parte due
- William Hurt in Alice, Michael, La proposta, La voce dell'amore, Il mistero del quarto piano, Do Not Disturb - Non disturbare, Mr. Brooks, Prospettive di un delitto, L'incredibile Hulk, Robin Hood, Captain America: Civil War, Avengers: Infinity War, Black Widow
- Sam Neill in Il sangue degli altri, Affondate Greenpeace, Il seme della follia, The Dish, Wimbledon, Le verità negate, Angel - La vita, il romanzo, Daybreakers - L'ultimo vampiro, La memoria del cuore, Non buttiamoci giù, Thor: Ragnarok, L'uomo sul treno - The Commuter, Thor: Love and Thunder, Assassin Club, Possession
- Jonathan Pryce ne La maledizione della prima luna, I fratelli Grimm e l'incantevole strega, Pirati dei Caraibi - La maledizione del forziere fantasma, Pirati dei Caraibi - Ai confini del mondo, In amore niente regole, Racconti incantati, Dickens - L'uomo che inventò il Natale, I due papi, La cena delle spie
- Robert Redford in La regola del silenzio - The Company You Keep, All Is Lost - Tutto è perduto, A spasso nel bosco, Truth - Il prezzo della verità, La scoperta, Old Man & the Gun
- Richard Gere in American Gigolò, Ufficiale e gentiluomo, King David, Power - Potere, Trappola d'amore, L'imbroglio - The Hoax, The Hunting Party, Come un uragano
- Jeremy Irons in La donna del tenente francese, Mission, Die Hard - Duri a morire, La Pantera Rosa 2, The Words, Beautiful Creatures - La sedicesima luna
- Jeff Bridges ne I favolosi Baker, L'Albatross - Oltre la tempesta, The Vanishing - Scomparsa, Wild Bill, The Giver - Il mondo di Jonas
- Harrison Ford in Indiana Jones e il tempio maledetto, Witness - Il testimone, Mosquito Coast, Il buongiorno del mattino, Cowboys & Aliens
- James Woods in Cocaina, La notte dell'imbroglio, Killer - Diario di un assassino, Ogni maledetta domenica - Any Given Sunday, Fino a prova contraria, Be Cool
- Alain Delon ne La prima notte di quiete, Scorpio, Tony Arzenta - Big Guns, Zorro, Il ritorno di Casanova, Frank Riva, Esecutore oltre la legge, Morte di una carogna, Cento e una notte
- Michael Caine in I lunghi giorni delle aquile, Non è più tempo d'eroi, Balordi & Co. - Società per losche azioni capitale interamente rubato $ 1.000.000, Now You See Me - I maghi del crimine, Stonehearst Asylum, Now You See Me 2, Twist
- Chris Noth in Cast Away, Mr. 3000, Sex and the City, My One and Only (ridoppiaggio), Sex and the City 2, Lovelace
- Bruce Davison in Paulie - Il pappagallo che parlava troppo, X-Men, X-Men 2, Il re è vivo, MegaFault - La terra trema
- Liam Neeson in Star Wars - Episodio I - La minaccia fantasma, Haunting - Presenze, Star Wars - Episodio II - L'attacco dei cloni, Star Wars - L'ascesa di Skywalker
- Jack Nicholson in Voglia di tenerezza, 3 giorni per la verità, Conflitti del cuore
- Alan Rickman in Judas Kiss, Blow Dry, Love Actually - L'amore davvero
- Peter Coyote in Sfera, Femme fatale, Dietro le linee nemiche II - L'asse del male
- Sam J. Jones in Flash Gordon, Ted, Ted 2
- Robert Hays ne L'aereo più pazzo del mondo... sempre più pazzo, L'occhio del gatto, Superhero - Il più dotato fra i supereroi
- Jon Voight in The Painter, Mercy, JL Ranch
- Dustin Hoffman in Il laureato, John e Mary
- Timothy Dalton in Il leone d'inverno, La puttana del re
- Ray Wise in Sesso e fuga con l'ostaggio, X-Men - L'inizio
- Pierce Brosnan in Mister Johnson, Mars Attacks!
- Ted Danson in 3 donne al verde, Qualcosa di straordinario
- Willem Dafoe in Platoon, Mississippi Burning - Le radici dell'odio
- Peter Fonda in Ingannevole è il cuore più di ogni cosa, Ghost Rider
- William H. Macy in Pleasantville, Sahara
- Steve Martin in Parenti, amici e tanti guai, È complicato
- Derek Jacobi in Basil, Cenerentola
- Chelcie Ross in Basic Instinct (ed. 2008), Il dilemma
- Michael Nouri in Flashdance, Imbattibile, Ricatto d'amore
- Anthony Hopkins in Casa Howard, Il Grinch
- Stephen Collins in Star Trek, Chi più spende... più guadagna!
- Scott Glenn in L'ultima sfida, Il silenzio degli innocenti
- Charles Dance in L'isola di Pascali, Ali G
- Michael Douglas in Knockout - Resa dei conti
- Richard Roxburgh in La leggenda degli uomini straordinari
- Kevin Kline in La scelta di Sophie
- Edward Fox in Assassinio allo specchio
- John Steiner in Tepepa
- Dougray Scott in Hitman - L'assassino
- Sean Bean in GoldenEye
- Xavier Saint-Macary in Herbie al rally di Montecarlo
- Robert Goulet in Una pallottola spuntata 2½ - L'odore della paura
- Jean-Pierre Cassel in Adrenalina blu - La leggenda di Michel Vaillant
- David Hemmings in Profondo rosso
- Michael Parks in Red State
- Héctor Elizondo in Tortilla Soup
- James Earl Jones in Una pallottola spuntata 33⅓ - L'insulto finale
- Bo Hopkins in L'uomo che amò Gatta Danzante
- Pierre Arditi in La belle époque
- Luc Merenda in Superfantozzi
- Terence Hill in Il magnifico emigrante
- Patrick Chesnais in Lo scafandro e la farfalla
- Gerardo Romano ne Il presidente
- Gary Oldman in Amata immortale
- Judd Hirsch in Hollywood Stargirl
- Gustavo Rojo in El Condor
- Mitch Poulos in Art Squad - Gli artisti del furto
- Roger Moore in L'uomo che uccise se stesso
- Voce narrante in Piccoli gangsters[17]

### Film d'animazione
- Narratore in Asterix il gallico,[18] Asterix e Cleopatra,[19] Le avventure di Ichabod e Mr. Toad: episodio Il vento tra i salici,[20] Madeline - Il film[21]
- Elrond ne Il Signore degli Anelli[22]
- Benjamin ne La fattoria degli animali (1999)[23]
- Professor Sam Tucker in Titan A.E.[24]
- Ozzie l'opossum ne La gang del bosco[25]
- Re Riccardo in Tom & Jerry e Robin Hood[26]
- Tommaso in Luca (doppiaggio originale e doppiaggio italiano)[9]
- Voci aggiunte in Ciao Alberto (doppiaggio originale inglese)[27]
- Voce Sacra in Unicorn Wars

### Serie televisive
- Chris Noth in Law & Order - I due volti della giustizia, Sex and the City, Law & Order: Criminal Intent, The Good Wife, Tyrant, Manhunt, The Equalizer
- Sam Neill in Crusoe, Happy Town, Alcatraz, Ice, Dieci piccoli indiani, Tutankhamon, Peaky Blinders
- Keith Carradine in Dexter, Fargo, Madam Secretary
- Jonathan Pryce ne Il Trono di Spade, Taboo, Il problema dei 3 corpi
- Timothy Dalton in La figlia di Mistral, Cleopatra, Hercules
- John Terry in 24, Lost
- Joe Mantegna in Criminal Minds, Criminal Minds: Beyond Borders
- Geoff Pierson in 24 (st. 4), Designated Survivor
- Jeremy Irons ne I Borgia
- Michael York ne Il segreto del Sahara
- Pierre Arditi ne Il conte di Montecristo
- Ray Wise in Reaper - In missione per il Diavolo
- J. K. Simmons in The Closer
- Craig T. Nelson in Parenthood
- James Brolin in Life in Pieces
- Thomas Irwin in Devious Maids - Panni sporchi a Beverly Hills
- Tracy Letts in Homeland - Caccia alla spia
- Héctor Elizondo in Senza traccia
- Larry Hagman in Strega per amore
- Christopher Stanley in Mad Men
- John Savage in Dark Angel
- Joe Penny in Riptide
- Ted Danson in Help Me Help You
- Hugh Fraser in Poirot
- Eric Roberts in Perfetti... ma non troppo
- Martin Shaw in L'ispettore Gently
- Harrison Ford in Le avventure del giovane Indiana Jones
- Scott Paulin in Castle
- Robert Wagner in NCIS - Unità anticrimine
- Jeff Perry in Grey's Anatomy
- David Soul ne La signora in giallo
- Peter Onorati in S.W.A.T.
- Michael York in Una mamma per amica
- Tom Mardirosian in Bosch
- Nicholas Farrell ne Il diario di Anna Frank
- Chris Noth in Titanic - Nascita di una leggenda
- William Hurt in Frankenstein
- Simon Schama in Simon Schama's Power of Art
- Liam Neeson in Obi-Wan Kenobi

### Serie animate
- Narratore in Gakeen - Magnetico robot,[28] I miserabili,[29] Kassai e Luk,[30] La valle del divertimento,[31] L'ombra degli Elfi,[32] La foresta dei sogni[33]
- Wullf Yularen in Star Wars: The Clone Wars
- Bendu in Star Wars Rebels
- Long Feng in Avatar - La leggenda di Aang
- Dr. Givette in Là sui monti con Annette
- Thaedus in Invincible

### Film TV
- Sam Neill in Framed - La trappola, Fever - Ultimo desiderio: uccidi!

### Programmi televisivi
- Narratore in Laurel & Hardy - Due teste senza cervello (1985), Delitti (2009-2011)

## Riconoscimenti
- Gran Galà del Doppiaggio Romics DD
  - 2011 – Premio alla carriera maschile
- Leggio d'oro
  - 2010 – Miglior voce in una serie televisiva
- Voci nell'ombra
  - 2021 – Premio alla carriera